# Marta Wojtanowska
Marta Wojtanowska (ur. 5 stycznia 1979 w Bielawie) – polska zapaśniczka, mistrzyni Europy z 1999.
Jako juniorka zdobyła w 1998 srebrny medal mistrzostw Europy oraz brązowy medal mistrzostw świata w kategorii wagowej do 46 kg.
Zwyciężyła w kategorii do 51 kg na mistrzostwach Europy w 1999 w Götzis. Pięciokrotnie startowała w mistrzostwach świata seniorów, zajmując następujące miejsca: 1998 – 10. miejsce (kategoria do 46 kg); 1999 – 11. miejsce (kategoria do 51 kg); 2000 – 10. miejsce (kategoria do 51 kg); 2001 – 12. miejsce (kategoria do 51 kg); 2002 – 16. miejsce (kategoria do 51 kg). Zajęła również następujące miejsca w pozostałych startach na mistrzostwach Europy (w wadze do 51 kg): 2000 – 5. miejsce; 2001 – 4. miejsce; 2002 – 4. miejsce.
Była mistrzynią Polski w wadze do 46 kg w 1998 oraz w wadze do 51 kg w 1999, 2000, 2001 i 2002.